# Punta Engaño
Punta Engaño (spanisch für Täuschungsspitze) ist eine Landspitze im Osten von Robert Island im Archipel der Südlichen Shetlandinseln. 
Argentinische Wissenschaftler benannten sie. Der weitere Benennungshintergrund ist nicht überliefert.